# San Antonio Silver Stars 2012
La stagione 2012 delle San Antonio Silver Stars fu la 16ª nella WNBA per la franchigia.
Le San Antonio Silver Stars arrivarono terze nella Western Conference con un record di 21-13. Nei play-off persero la semifinale di conference con le Los Angeles Sparks (2-0).

## Roster
| N° | Naz.                                 | Ruolo | Sportivo          | Anno | Alt. | Peso |
| -- | ------------------------------------ | ----- | ----------------- | ---- | ---- | ---- |
| 7  | Stati Uniti (bandiera)               | G     | Jia Perkins       | 1982 | 173  | 70   |
| 13 | Stati Uniti (bandiera)               | G     | Danielle Robinson | 1989 | 175  | 57   |
| 17 | Cile (bandiera)                      | C     | Ziomara Morrison  | 1989 | 193  | 83   |
| 20 | Stati Uniti (bandiera)               | A     | Shameka Christon  | 1982 | 185  | 77   |
| 23 | Stati Uniti (bandiera)               | AC    | Danielle Adams    | 1989 | 185  | 108  |
| 25 | Stati Uniti (bandiera)               | G     | Becky Hammon      | 1977 | 168  | 62   |
| 32 | Stati Uniti (bandiera)               | C     | Jayne Appel       | 1988 | 193  | 95   |
| 33 | Saint Vincent e Grenadine (bandiera) | A     | Sophia Young      | 1983 | 185  | 75   |
| 41 | Australia (bandiera)                 | G     | Tully Bevilaqua   | 1972 | 170  | 66   |
| 42 | Stati Uniti (bandiera)               | G     | Shenise Johnson   | 1990 | 180  | 74   |
| 50 | Stati Uniti (bandiera)               | AC    | Tangela Smith     | 1977 | 191  | 72   |

## Staff tecnico
- Allenatore: Dan Hughes
- Vice-allenatori: Vickie Johnson, Steve Shuman
- Preparatore atletico: Tonya Holley
- Preparatore fisico: Chrissy Stragisher